# Neda (fiume)
La Neda (in greco: Νέδα) è un fiume della Grecia di circa 60 km che nasce nella prefettura dell'Arcadia e sfocia nel Mar Ionio.

## Geografia
Il fiume nasce dal monte Cerausion (in lingua latina: Mons Cerausium), una vetta del Liceo occidentale (prefettura dell'Arcadia); dopo aver attraversato la Figalia si dirige nel territorio della prefettura della Messenia, attraversa il villaggio di Neda, e per i successivi 40–50 km delimita il confine fra le prefettura della Messenia e dell'Elide. Viene attraversato dalla strada nazionale greca 9 (Strada europea E55) e sfocia infine nel Golfo di Kiparissia (Mar Ionio).

## Storia
La Neda è l'unico fiume della Grecia di genere femminile. Una tradizione mitologica dell'antica Grecia faceva risalire il nome del fiume alla ninfa Neda dell'Arcadia la quale sarebbe stata una delle nutrici di Zeus.